# Mellitidia gressitti
Mellitidia gressitti är en biart som först beskrevs av Michener 1965.  Mellitidia gressitti ingår i släktet Mellitidia och familjen vägbin. Inga underarter finns listade i Catalogue of Life.